# Hülm (Goch)
Hülm ist ein Ortsteil der Stadt Goch im Kreis Kleve, Nordrhein-Westfalen.

## Geschichte
In den 1920er und 1930er Jahren wurde nahe Hülm ein frühmittelalterliches Gräberfeld untersucht; bis heute sind 24 Bestattungen des 7. bis frühen 8. Jahrhunderts erschlossen. Der ursprüngliche Hauptort war „Boeghem“, eine Kendelschleife weiter westlich gelegen. Der 1159 erstmals genannte Hof dürfte wohl durch eine Schenkung der Heiligen Irmgard von Aspel an das Stift Rees gelangt sein. Wohl noch im 12. Jahrhundert wurde dann, bei leichter Siedlungsverlagerung, in Hülm eine Marienkapelle erbaut, die 1249 als Pfarrkirche erwähnt ist. Ende des 15. Jahrhunderts wurde der romanischen Kirche ein gotischer Chor angefügt, 1774 der Westturm. Im 19. Jahrhundert wurde die alte Kirche in Boeghum abgerissen; dabei wurden zwei Memoriensteine entdeckt, von denen einer mit Irmgard in Verbindung gebracht wird. Die Kirche in Hülm wurde 1961/62 durch einen modernen Neubau ersetzt, in den der alte Chor und der Turm integriert wurden.
Am 1. Juli 1969 wurde Hülm nach Goch eingemeindet.
In der Nähe von Hülm liegt das Collegium Augustinianum Gaesdonck.

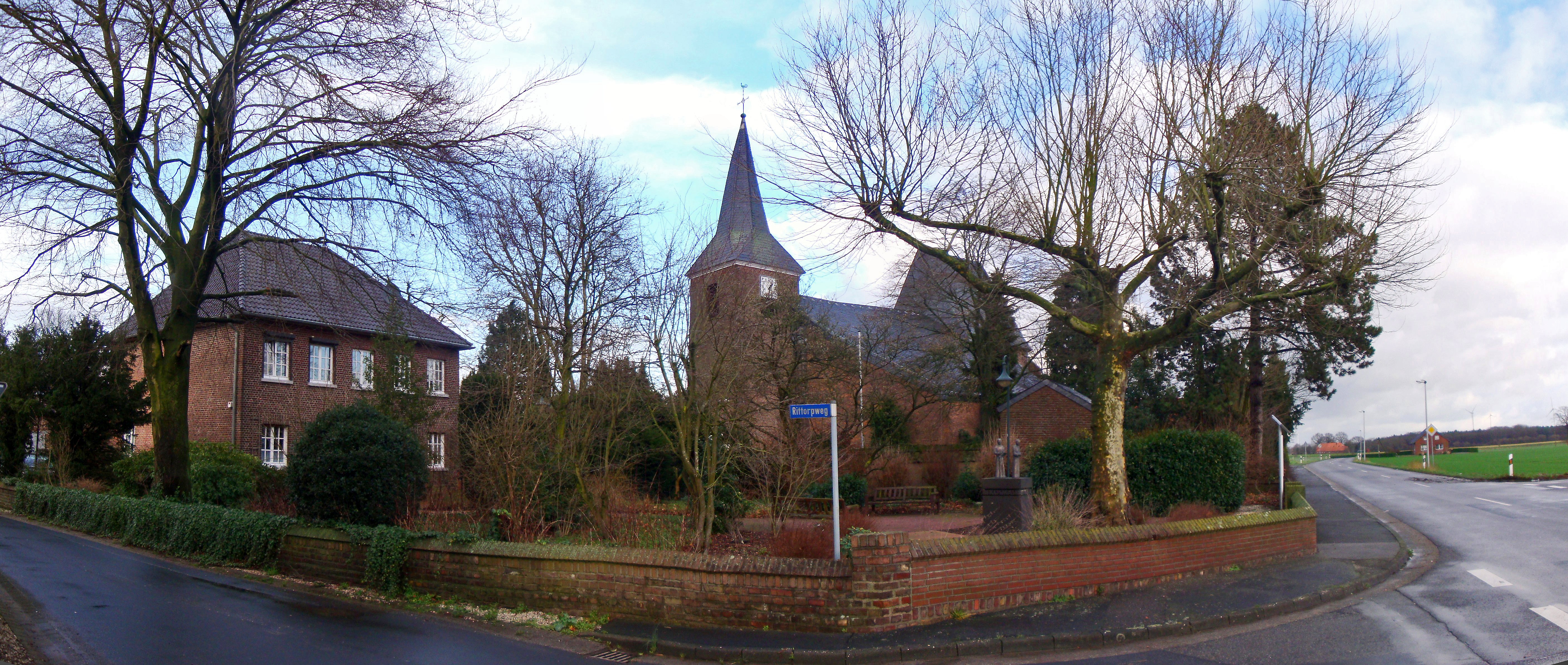
Pfarrkirche Mariä Opferung

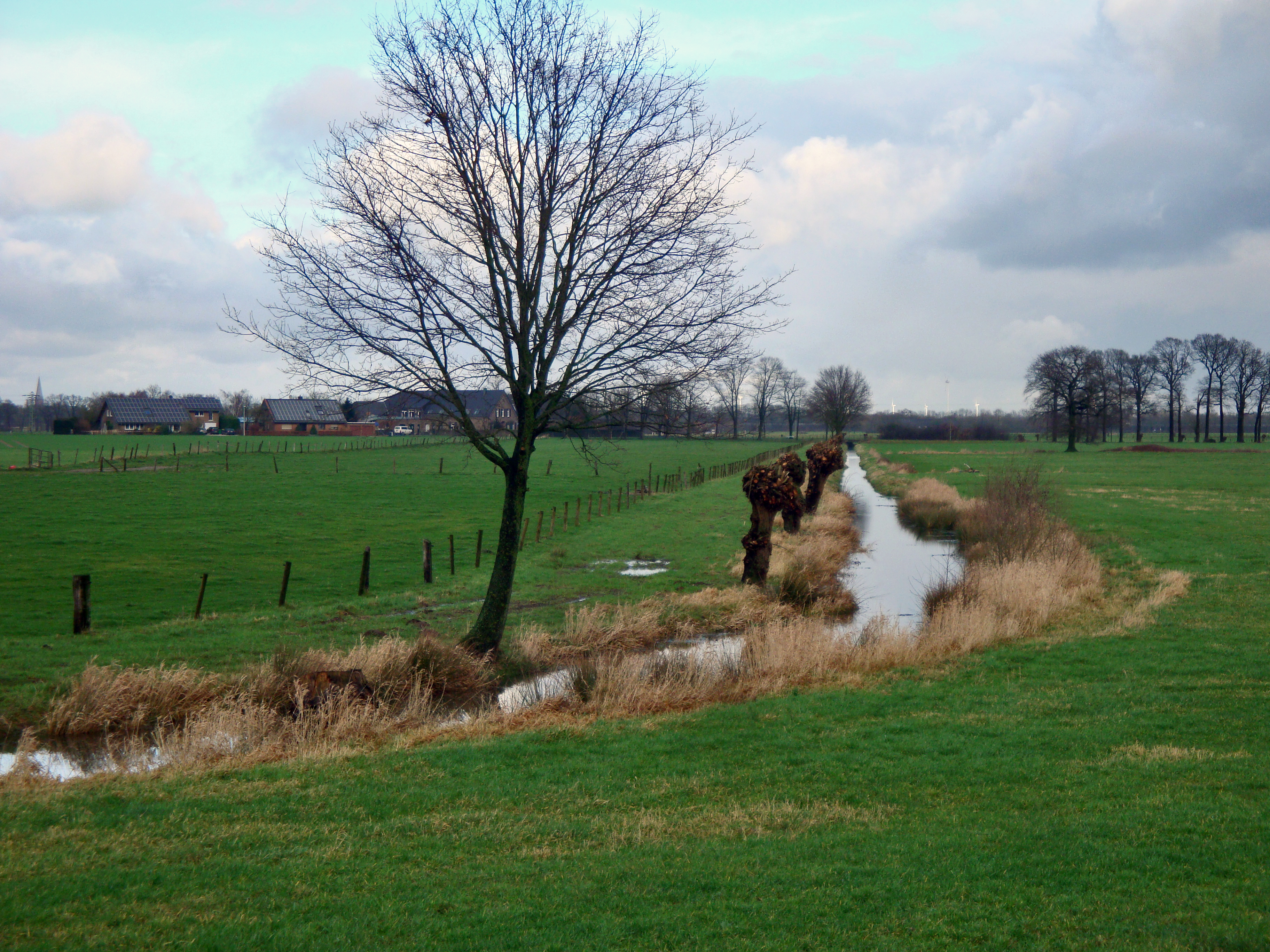
Kendel, Nebengewässer der Niers